# Homer E. Capehart

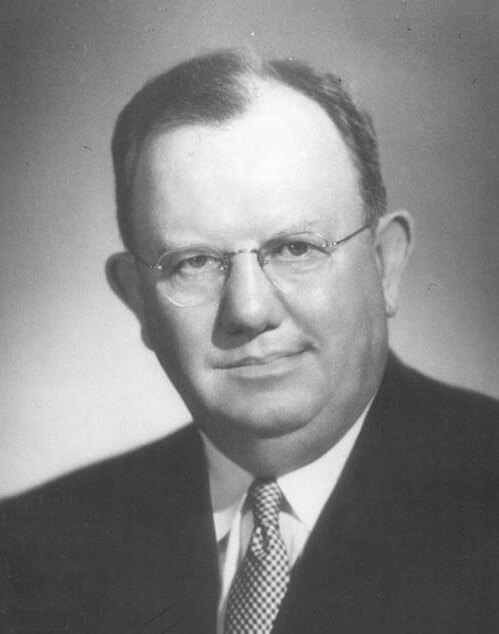
Homer E. Capehart

Homer Earl Capehart (* 6. Juni 1897 im Jefferson Township, Pike County, Indiana; † 3. September 1979 in Indianapolis, Indiana) war ein US-amerikanischer Politiker, der den Bundesstaat Indiana im Senat der Vereinigten Staaten vertrat.

## Leben

### Kindheit und Jugend
Homer Capehart wurde als ältestes von vier Kindern von Alvin und Susan Capehart auf einer Farm geboren. Schon in jungen Jahren mussten er wie auch seine Geschwister auf dem Hof der Familie arbeiten, um so etwas zum finanziellen Auskommen der Familie beizutragen. 1909 zog die Familie aus dem Pike County in das Daviess County, wo er Schüler an der Longfellow Consolidated School wurde. Danach besuchte er die High School in Washington (Indiana). Im April 1916 zog er kurzzeitig nach Polo (Illinois), wo er Arbeit auf einer Milch produzierenden Farm gefunden hatte. Mit dem so gesparten Geld finanzierte sich Capehart auch sein College-Studium. Nach dem College-Abschluss arbeitete er unter anderem als Vertreter für Backpulver und als Landschaftsgärtner.
Im April 1917 trat er als Soldat in die United States Army ein, in der er als Soldat der 12. Infanterie-Division eingesetzt wurde. In aktive Kampfhandlungen in Europa wurde er jedoch nicht verwickelt. 1919 wurde er ehrenhaft im Rang eines Quartiermeisters entlassen. Er zog daraufhin nach Rockford (Illinois), wo er für kurze Zeit als Kellner in einem Restaurant Arbeit fand.
Am 19. Januar 1922 trat er in Green Bay (Wisconsin) mit der Lehrerin Irma Viola Mueller in den Stand der Ehe. Das Paar bekam drei Kinder, zwei Söhne und eine Tochter. Ihr jüngster Sohn Thomas kam als eines von 37 Opfern im Januar 1960 an Bord von Avianca-Flug 671 ums Leben, als das Flugzeug beim Landeanflug auf Montego Bay (Jamaika) abstürzte.

### Werdegang
In den 1920er und zu Beginn der 1930er Jahre führte die Familie Capehart ein Leben auf Wanderschaft. In neun Jahren lebten sie in neun US-Bundesstaaten. Capehart galt als Allround-Talent, der einer Vielzahl von Arbeiten nachging. Überwiegend war er jedoch Handelsvertreter für landwirtschaftliche Geräte, darunter Traktoren, Melkmaschinen und Pflüge. Zuletzt war er Vertriebsleiter der Holcomb and Hoke Manufacturing Company, die ihren Sitz in Indianapolis (Indiana) hatte. 1927 gründete er die Capehart Corporation, ein Unternehmen, das auf die Herstellung und den Vertrieb von Radios und Fotoapparaten spezialisiert war. Im Jahr 1932 wurde Capehart Vizepräsident der Rudolph Wurlitzer Company in North Tonawanda, einer Kleinstadt im Niagara County im Bundesstaat New York. Mitte der 1930er Jahre erwarb er zudem die Packard Piano Company, eine Firma, die Musikinstrumente aller Art anfertigte.

### Politische Tätigkeit
In den 1930er Jahren wurde Capehart vermehrt politisch aktiv. Da er mit der Arbeit der Demokratischen Partei unter US-Präsident Franklin D. Roosevelt nicht einverstanden war, trat er der Republikanischen Partei bei. 1938 rief er auf dem Areal seiner Farm in Indiana die Republican Cornfield Conference ins Leben, bei der an die 55.000 Parteimitglieder anwesend waren. Bei der Präsidentschaftswahl des Jahres 1940 wollten die Republikaner Capehart zu ihrem Spitzenkandidaten nominieren, was dieser jedoch ablehnte. Er gab seine Wahlempfehlung und seine Unterstützung für den ebenfalls aus Indiana stammenden Wendell Willkie bekannt.
Während des Zweiten Weltkrieges ließ er viele seiner Betriebe, darunter die Packard Manufacturing Company, kriegswichtige Güter für die Armee und die Marine produzieren. Durch den Ankauf und die Fusion weiterer Unternehmen hatte er einen Konzern geschaffen, der fünf Jahre in Folge mit dem Army-Navy „E“ Award ausgezeichnet wurde, einer Auszeichnung, mit der Zivilunternehmen geehrt wurden, die sich im Besonderen für die Kriegsproduktion starkmachten. 
Sein erstes Wahlamt bekleidete Capehart ab 1942, als er zum Parteivorsitzenden der Republikaner im 7. Kongresswahlkreis gewählt wurde.
Zwei Jahre später, 1944, kandidierte er mit Erfolg für den Sitz im US-Senat. Am 3. Januar 1945 trat er sein neues Amt in der Bundeshauptstadt Washington, D.C. an. Homer Capehart war bald einer der einflussreichsten republikanischen Senatoren und im wirtschafts- und außenpolitischen Ausschuss des Parlaments tätig. In dieser Funktion war er in zahlreichen osteuropäischen Staaten, darunter Polen und der Tschechoslowakei, zu Gast. Durch seine Besuche in der Sowjetunion wurde seine Ablehnung des Kommunismus noch bestärkt. Gerüchte, wonach er seinem Amtskollegen Joseph McCarthy in der so genannten McCarthy-Ära geholfen hat, haben sich bis heute gehalten. Auch reiste er durch Lateinamerika und riet dem Kongress, viel in diesem Teil Südamerikas zu investieren, um so den kommunistischen Tendenzen in diesen Staaten entgegenzuwirken. Capehart zählte zu den wenigen Kongressmitgliedern, die 1945 die Atombombenabwürfe auf Japan scharf verurteilten. Innenpolitisch engagierte sich Capehart für die Schaffung neuer Arbeitsplätze, die Stärkung von Klein- und Mittelbetrieben, und, wissend um seine Herkunft, die Förderung von Landwirten und Bauern.

### Spätes Leben und Tod
Nach seiner Wahlniederlage im Jahr 1962 gegen den Demokraten Birch Bayh zog sich Capehart nach Indianapolis zurück. Hier führte seine Familie eine kleine Farm und war auch im Immobiliensektor erfolgreich. Auch war er als Unternehmensberater in Südamerika tätig.
Im Juli 1979 brach sich Capehart die Hüfte. Nach der Operation konnte er nie wieder vollständig genesen. Er starb zwei Monate später, im Alter von 82 Jahren.